# Lega dipartimentale di Huánuco
La lega dipartimentale di Huánuco è una delle 25 leghe dipartimentali della Copa Perú, che costituiscono la quinta divisione del campionato peruviano di calcio. È organizzata dalla FPF, la federazione calcistica peruviana.

## Storia
La Lega Dipartamentale di Huánuco è stata fondata il 22 giugno 1984.

## Albo d'oro
| Anno | Campione                              | Città       |
| ---- | ------------------------------------- | ----------- |
| 1966 | León de Huánuco                       | Huánuco     |
| 1967 | León de Huánuco                       | Huánuco     |
| 1968 | León de Huánuco                       | Huánuco     |
| 1969 | León de Huánuco                       | Huánuco     |
| 1970 | León de Huánuco                       | Huánuco     |
| 1971 | León de Huánuco                       | Huánuco     |
| 1972 | Juan Bielovucic                       | Huánuco     |
| 1973 | Juan Bielovucic                       | Huánuco     |
| 1974 | Juan Bielovucic                       | Huánuco     |
| 1975 | Sport Santa Rosa                      | Huánuco     |
| 1976 | Univ. Agraria de la Selva (U.N.A.S.)  | Tingo María |
| 1977 | Univ. Agraria de la Selva (U.N.A.S.)  | Tingo María |
| 1978 | Juan Bielovucic                       | Huánuco     |
| 1979 | Juan Bielovucic                       | Huánuco     |
| 1980 | Santa Rosa                            | Huánuco     |
| 1981 | Leoncio Prado                         | Tingo María |
| 1982 | Defensor Anda                         | Aucayacu    |
| 1983 | Juan Gómez                            | Huánuco     |
| 1984 | Juan Bielovucic                       | Huánuco     |
| 1985 | Leoncio Prado                         | Tingo María |
| 1986 | Leoncio Prado                         | Tingo María |
| 1987 | Juan Gómez                            | Huánuco     |
| 1988 | Alianza Huánuco (*)                   | Huánuco     |
| 1989 | Alianza Huánuco (*)                   | Huánuco     |
| 1990 | N/A                                   |             |
| 1991 | Mariano Santos                        | Tingo María |
| 1992 | Mariano Santos                        | Tingo María |
| 1993 | Universitario                         | Huánuco     |
| 1994 | Univ. Herminio Valdizán (U.N.HE.VAL.) | Huánuco     |

| Anno | Campione                              | Città                 |
| ---- | ------------------------------------- | --------------------- |
| 1995 | Juan Bielovucic                       | Huánuco               |
| 1996 | Unión Naranjillo                      | Luyando               |
| 1997 | Unión Naranjillo                      | Luyando               |
| 1998 | Señor de Puelles                      | Huánuco               |
| 1999 | Atl. Arabecks                         | Huánuco               |
| 2000 | León de Huánuco                       | Huánuco               |
| 2001 | León de Huánuco                       | Huánuco               |
| 2002 | León de Huánuco                       | Huánuco               |
| 2003 | León de Huánuco                       | Huánuco               |
| 2004 | Alianza Universidad                   | Huánuco               |
| 2005 | C.S.D.C.N.M.D.B Tambillo Grande       | Tambillo Grande       |
| 2006 | León de Huánuco                       | Huánuco               |
| 2007 | León de Huánuco                       | Huánuco               |
| 2008 | Alianza Universidad                   | Huánuco               |
| 2009 | Alianza Universidad                   | Huánuco               |
| 2010 | Alianza Universidad                   | Huánuco               |
| 2011 | Alianza Universidad                   | Huánuco               |
| 2012 | Univ. Herminio Valdizán (U.N.HE.VAL.) | Huánuco               |
| 2013 | Unión Cayumba Grande                  | Cayumba               |
| 2014 | Chacarita Junior de Porvenir          | Llata                 |
| 2015 | Mariano Santos                        | Tingo María           |
| 2016 | Mariano Santos                        | Tingo María           |
| 2017 | Alianza Universidad                   | Huánuco               |
| 2018 | Alianza Universidad                   | Huánuco               |
| 2019 | Racing Buenos Aires                   | Ambo                  |
| 2022 | Dep. Verdecocha                       | La Unión              |
| 2023 | Independiente Huachog                 | Santa María del Valle |
| 2024 |                                       |                       |

- Alianza Huánuco cambia denominazione a Alianza Universidad

### Titoli per club
| Squadra                                            | Titoli |
| -------------------------------------------------- | ------ |
| León de Huánuco                                    | 12     |
| Alianza Universidad (*)                            | 8      |
| Juan Bielovucic                                    | 7      |
| Mariano Santos (Tingo María)                       | 4      |
| Santa Rosa                                         | 3      |
| Univ. Herminio Valdizán (U.N.HE.VAL.)              | 3      |
| Unión Naranjillo (Luyando)                         | 3      |
| Leoncio Prado (Tingo María)                        | 3      |
| Univ. Agraria de la Selva (U.N.A.S.) (Tingo María) | 1      |
| Defensor Anda (Aucayacu)                           | 1      |
| Universitario                                      | 1      |
| Señor de Puelles                                   | 1      |
| Atl. Arabecks                                      | 1      |
| Coleg. Nac. Mariano D. Beraun                      | 1      |
| Unión Cayumba Grande                               | 1      |
| Chacarita Junior de Porvenir (Llata)               | 1      |
| Racing Buenos Aires (Ambo)                         | 1      |
| Dep. Verdecocha (La Unión)                         | 1      |
| Independiente Huachog (Santa María del Valle)      | 1      |